# Кожа саламандры
«Кожа саламандры» — российский кинофильм 2004 года, принимал участие в конкурсной программе фестиваля Кинотавр.

## Сюжет
Талантливый и перспективный учёный Вадим Ершов потерял всё, что имел в жизни: любимую работу, дом, семью. Дочь Ирина после аварии прикована к инвалидной коляске. От всего случившегося Ершов постоянно пребывает в глубокой депрессии и лишь забота о больной дочери держит его на плаву, не позволяя окончательно пропасть. Но и дочери Вадим может лишиться: бывшая жена Наталья грозится отобрать девочку через суд и увезти к себе в Австралию, где она живет с бывшим другом Вадима Ником. В результате в Вадиме накапливается столько негативной энергии, что случайно полученный удар электрическим током открывает в нем сверхспособность: ему достаточно сконцентрировать свой гнев и пристально вглядеться в человека, не стесняясь выражений, чтобы вызвать у того сильнейший сердечный приступ с летальным исходом.
О способностях Ершова становится известно криминальному бизнесмену Авениру, который хочет использовать его злой дар в своих преступных целях. Взамен Авенир обещает Вадиму обеспечить лечение его дочери у именитого и дорогого профессора Ананьева. У Авенира Вадим знакомится с необыкновенной женщиной Еленой, между ними возникает взаимное чувство. Любовь к Елене помогает Вадиму лечить дочь и исцелять собственную душу.
Вместе с тем, виды на Елену имеет и Авенир, который не намерен её никому уступать. Скупив однажды долги Елены, Авенир теперь считает женщину практически своей собственностью. Узнав об отношениях Вадима и Елены, Авенир приходит в ярость и ставит Вадиму условие, при котором тот будет прощён: он должен при помощи своих способностей убить следователя, который давно и усердно собирает информацию на Авенира. Однако Ершов не собирается убивать честного ни в чём не повинного перед ним человека. Он приходит к следователю, но не с целью убить того, а за помощью в выходе из сложившейся ситуации.
Тем временем, оперативники пытаются задержать Авенира, но тот, устроив пожар в собственном офисе, ускользает от них в «коже саламандры» – уникальном огнезащитном костюме, который Ершов когда-то разработал в своём институте. Сбежав, Авенир объявляется на даче у Елены с намерением похитить женщину. Вадим пытается помешать Авениру, но получает пулю от его телохранителя Касыма. Подоспевшая к тому времени милиция случайным выстрелом убивает Авенира при задержании.
В финале фильма Вадим, выживший после ранения, прогуливается с Еленой по осеннему парку. С ними гуляют Ирина и Серёжа – мальчик, усыновлённый Еленой. Шальной велосипедист проезжает мимо Ирины, едва не опрокинув её инвалидное кресло. Вадим, видя это, бросает в сторону парня гневный оклик и обнаруживает, что его дар иссяк: парень жив, здоров и едет дальше, отделавшись лишь лёгким ушибом при падении с велосипеда. Вскоре после этого Ирина самостоятельно встаёт из инвалидной коляски.

## В ролях
| Актёр                | Роль          |
| -------------------- | ------------- |
| Александр Збруев     | Вадим Ершов   |
| Валерий Гаркалин     | Авенир        |
| Вячеслав Жолобов     | Следователь   |
| Наталья Гудкова      | Елена         |
| Андрис Лиелайс       | Ник           |
| Роман Мадянов        | Гололобов     |
| Мария Антипова       | Медсестра     |
| Сергей Апрельский    | Бизнесмен     |
| Елена Архангельская  | Соседка       |
| Валентина Березуцкая | Санитарка     |
| Мария Оамер          | Ирина         |
| Борис Романов        | Ананьев       |
| Сабитов Рамиль       | Касым         |
| Галина Стаханова     | Мать баяниста |
| Антон Фролкин        | Серёжа        |
| Елена Шевченко       | Наталья       |
| Григорий Шевчук      | Баянист       |

## Съёмочная группа
- Автор сценария: Будимир Метальников при участии Андрея Дмитриева
- Режиссёр: Алексей Рудаков
- Композитор: Юрий Потеенко
- Оператор-постановщик: Игорь Рукавишников
- Оператор: Александр Тарасов
- Художник-постановщик: Андрей Модников
- Звукорежиссёр: Александр Абрамов
- Монтаж: Игорь Летоненский
- Художник-гример: Елена Фомичева
- Продюсер: Михаил Бабаханов
- Костюмы представлены «Euromoda»
- Фильм снят при поддержке Федерального агентства по культуре и кинематографии

## Дополнительно
Это был последний фильм пред долгим — десятилетним — перерывом в кинокарьере Александра Збруева, по его словам он потом долго не видел для себя подходящих ролей.
Фильм прошёл незаметно: в кино не шёл, вышел только Direct-to-video, и его лишь один раз без всякого объявления взамен чего-то запустили по Первому каналу.

Купило ОРТ. А дальше — менеджеры с зарплатой. Звоню на Первый канал – они мне что-то невнятное. Это проблема чужих денег, им же по фигу, продается что-то или нет. 

И фильм канул в никуда, в неизвестность. Мне ужасно неудобно перед Збруевым, он очень много в него вложил.— режиссёр фильма Алексей Рудаков

## Критика
Фильм принимал участие в конкурсной программе фестиваля Кинотавр и привлёк к себе внимание, так корреспондент «Известий» писал, что фильм поразил его воображение:

Фильм, уникальным образом синтезирующий мистицизм и злободневность и остающийся при этом подлинным образцом нового зрительского кино.
Кинокритик Лидия Маслова, обозреватель газеты «Коммерсантъ», отнесла фильм к жанру «трэш», такие же оценки были даны и другими критиками:

Поразительная смесь истинно российских спецэффектов и обличительного социального пафоса, Валерий Гаркалин в роли демонического мафиози Авенира Васильевича, обожающего городки и восседающего под портретом Роберта Де Ниро в роли Луиса Сайфера из «Сердца ангела», монологи о продажной прессе и потомственных интеллигентах - всё это, безусловно, создаст фильму истинно культовый статус в рядах многочисленных адептов отечественного кинотрэша.— кинокритик Станислав Ф. Ростоцкий

Любой американский режиссер из такой завязки заделал бы крепкий боевик, правда, без особой мысли. У нас особой мысли тоже нет, зато есть длинная слезливая мелодрама с криминальным уклоном. Спасают фильм лишь несколько удачных режиссерских находок и хорошая игра известных актеров. Любителям порыдать над несчастной судьбой героев и поумиляться чистой и светлой экранной любви картина должна понравиться.— Максим Митрофанов - Кожа саламандры // Журнал «Если», № 11, 2005 - стр. 48

Яркий открыточный трэш, сделанный задорно, искренне и так плохо, как только можно.— Афиша.ру